# Сонди, Петер
Пе́тер Со́нди (нем. Péter Szondi; 27 мая 1929, Будапешт — 9 ноября 1971, Берлин) — немецкий (венгерско-еврейского происхождения) филолог, теоретик и историк литературы герменевтического направления, теоретик современной драмы, исследователь и толкователь творчества Гёльдерлина, Рильке, Целана, близкий друг последнего.

## Биография
Сын известного будапештского психиатра и психоаналитика Леопольда Сонди. В 1944 году вместе с родителями стал узником нацистского лагеря Берген-Бельзен, через 9 месяцев семье удалось освободиться и эмигрировать в Швейцарию. Учился у Эмиля Штайгера, под его руководством защитил диссертацию «Теория современной драмы» — переработанная в монографию, она стала одним из наиболее значительных трудов ученого. Входил в исследовательскую группу Поэтика и герменевтика. С 1965 года преподавал в Свободном университете Берлина, дружил с Паулем Целаном, много писал о нём. Был приглашенным профессором в Принстоне и Иерусалиме. 

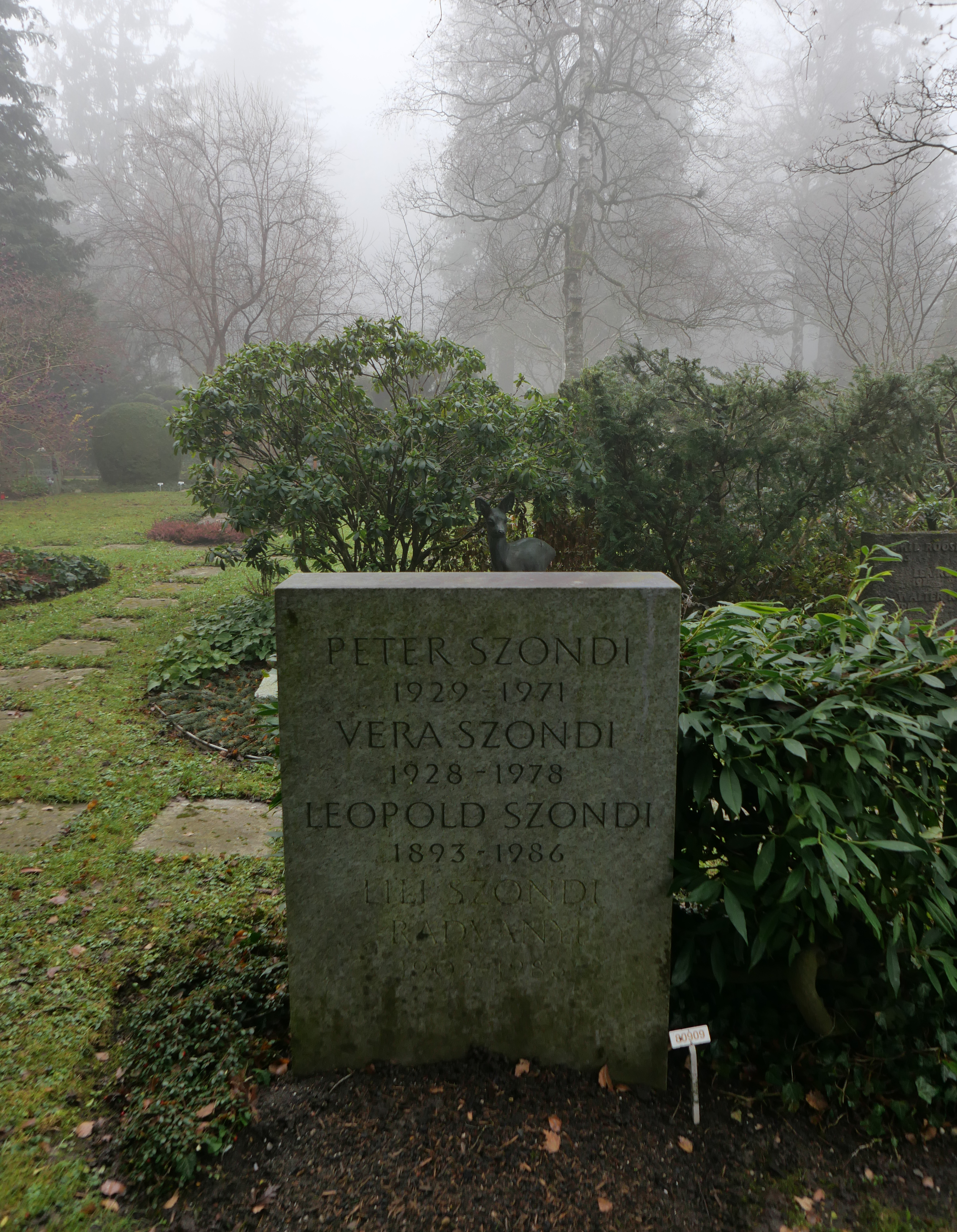
Семейная могила.

Покончил жизнь самоубийством. Сонди нашел свое последнее пристанище на кладбище Флунтерн в Цюрихе. В могиле также похоронены его отец Леопольд и мать Илона «Лили» Ливия, урожденная Радвани (1902–1986), а также сестра Вера (1928–1978), которая была врачом.

## Признание
В настоящее время при Свободном университете Берлина действует Институт общего и сравнительного литературоведения имени Петера Сонди. Его труды по герменевтике литературы, теории современной драмы, философии трагического, исследования философии немецких романтиков, Вальтера Беньямина, поэтики П. Целана, Райнера Марии Рильке, Бертольта Брехта, неоднократно переизданные в Германии, переведены на английский, французский, испанский, португальский, итальянский, шведский, норвежский, финский, чешский, венгерский, хорватский и другие языки. Издана переписка с Целаном и с Жизель Целан-Лестранж.

## Труды
- Theorie des modernen Dramas 1880—1950. Frankfurt/M.: Suhrkamp, 1956 (переизд.1959, 1963, 1964, 1966, 1967, 1969, 1974, 1999).
- Versuch über das Tragische. Frankfurt/M.: Insel-Verlag, 1961 (переизд.1964, 1982).
- Der andere Pfeil. Zur Entstehungsgeschichte von Hölderlins hymnischen Spätstil. Frankfurt/M.: Insel-Verlag, 1963 (переизд. 1985).
- Satz und Gegensatz. Sechs Essays. Frankfurt/M.: Insel-Verlag, 1964 (переизд.1985).
- Hölderlin-Studien. Mit einem Traktat über philologische Erkenntnis. Frankfurt/M.: Insel Verlag, 1967 (переизд. 1970, 1971, 1985).
- Celan — Studien. Frankfurt/M.: Suhrkamp, 1972 (переизд. 1983).
- Die Theorie des bürgerlichen Trauerspiels im 18. Jahrhundert. Frankfurt/M.: Suhrkamp, 1973 (переизд. 2001).
- Poetik und Geschichtsphilosophie. Frankfurt/M.: Suhrkamp, 1974 (переизд. 2001).
- Das Lyrische Drama des Fin de Siecle. Frankfurt/M.: Suhrkamp, 1975 (переизд.2001).
- Einführung in die literarische Hermeneutik. Frankfurt/ M.: Suhrkamp, 1975 (переизд.2001).
- Schriften. T. ½. Frankfurt/M.: Suhrkamp, 1978.
- Poésies et poétiques de la modernité. Lille: Presses universitaires de Lille, 1982.
- On Textual Understanding and Other Essays. Minneapolis: University of Minnesota Press, 1986.
- Theory of the Modern Drama. Minneapolis: University of Minnesota Press, 1987.
- Introduction à l’herméneutique littéraire. Paris: Cerf, 1989.
- Poésie et poétique de l’idéalisme allemand. Paris: Gallimard, 1991.
- Briefe/ Hrsg. Christoph König, Thomas Sparr. Frankfurt/M.: Suhrkamp, 1993.
- Introduction to Literary Hermeneutics. Harvard: Cambridge UP, 1995.
- Lektüren und Lektionen. Frankfurt/M.: Suhrkamp, 1998.
- An Essay on the Tragic. Stanford: Stanford UP, 2002.
- Paul Celan/ Peter Szondi: Briefwechsel. Frankfurt/M.: Suhrkamp, 2005.
- Briefwechsel mit Briefen von Gisèle Celan-Lestrange an Peter Szondi und Auszügen aus dem Briefwechsel zwischen Peter Szondi und Jean und Mayotte Bollack.Frankfurt am Main:Suhrkamp,2005
- Théorie du drame moderne. Paris: Circé, 2006

## Публикации на русском языке
- «Проведённое через сжатие». Опыт интерпретации современного стихотворения// Пауль Целан. Материалы, Исследования, воспоминания. Т.II. Москва; Иерусалим: Мосты культуры; Гешарим, 2007, с.166-209.
- Петер Сонди. Теория современной драмы (1880-1950). М.: V-A-C Press, 2020.